# Thomas Röhler
Thomas Röhler (Jena, 30 de septiembre de 1991) es un deportista alemán que compite en atletismo, especialista en la prueba de lanzamiento de jabalina.
Participó en los Juegos Olímpicos de Río de Janeiro 2016, obteniendo una medalla de oro en su especialidad. Ganó una medalla de oro en el Campeonato Europeo de Atletismo de 2018.

## Palmarés internacional
| Juegos Olímpicos   | Juegos Olímpicos        | Juegos Olímpicos | Juegos Olímpicos |
| Año                | Lugar                   | Medalla          | Prueba           |
| ------------------ | ----------------------- | ---------------- | ---------------- |
| 2016               | Río de Janeiro (Brasil) | Medalla de oro   | Jabalina         |
| Campeonato Europeo |                         |                  |                  |
| Año                | Lugar                   | Medalla          | Prueba           |
| 2018               | Berlín (Alemania)       | Medalla de oro   | Jabalina         |